# Włodek Goldkorn
Włodek Goldkorn (ur. jako Włodzimierz Goldkorn w 1952 roku w Katowicach) – włoski pisarz, dziennikarz i redaktor pochodzenia polsko-żydowskiego. Wieloletni redaktor działu kultury tygodnika „L’Espresso”.

## Życiorys
Włodek Goldkorn urodził się w rodzinie polskich Żydów, którzy po wybuchu II wojny światowej wyjechali do Związku Radzieckiego i tam pozostali w trakcie wojny. Powrócili do Polski w 1946, gdzie urodził się Włodek. Z Katowic rodzina Goldkornów przeniosła się do Warszawy.
Po wydarzeniach Marca 1968 roku rodzina Goldkornów wyemigrowała do Izraela 10 września 1968 roku. Swój wyjazd z Polski, krótkotrwały pobyt w Wiedniu, przyjazd do Izraela i późniejszy wyjazd do Włoch został opisany w autobiograficznej książce Dziecko w śniegu. Zamieszkał we Florencji.
Przez wiele lat przyjaźnił się z Markiem Edelmanem, z którym rozmowy spisał w książce Strażnik. Marek Edelman opowiada. W swoich książkach opisuje dzieje społeczności polskich Żydów, ze szczególnym naciskiem na lewicową tradycję (np. Bundu).

## Książki
- Il bambino nella neve (2016) – wydanie polskie: Dziecko w śniegu, 2018, Wydawnictwo Czarne
- La scelta di Abramo. Identità ebraiche e postmodernità (2006)
- Civiltà dell’Europa Orientale e del Mediterraneo (2001) – współautorzy: Massimo Livi Bacci i Mauro Martini
- Il Guardiano. Marek Edelman racconta (1998) – wydanie polskie: Strażnik. Marek Edelman opowiada, 2002, Wydawnictwo „Znak” – współautor: Rudi Assuntino

## Nagrody i nominacje
Asti d’Appello (2017) za Il bambino nella neve (2016) (pol.: Dziecko w śniegu, 2018).